# Centa, Velike Lašče
Centa este o localitate din comuna Velike Lašče, Slovenia, cu o populație de 10 locuitori.